# Le Mesnil-Raoult

Le Mesnil-Raoult este o comună în departamentul Manche, Franța. În 1 ianuarie 2018 avea o populație de 367 de locuitori.